# Sebastian Sack

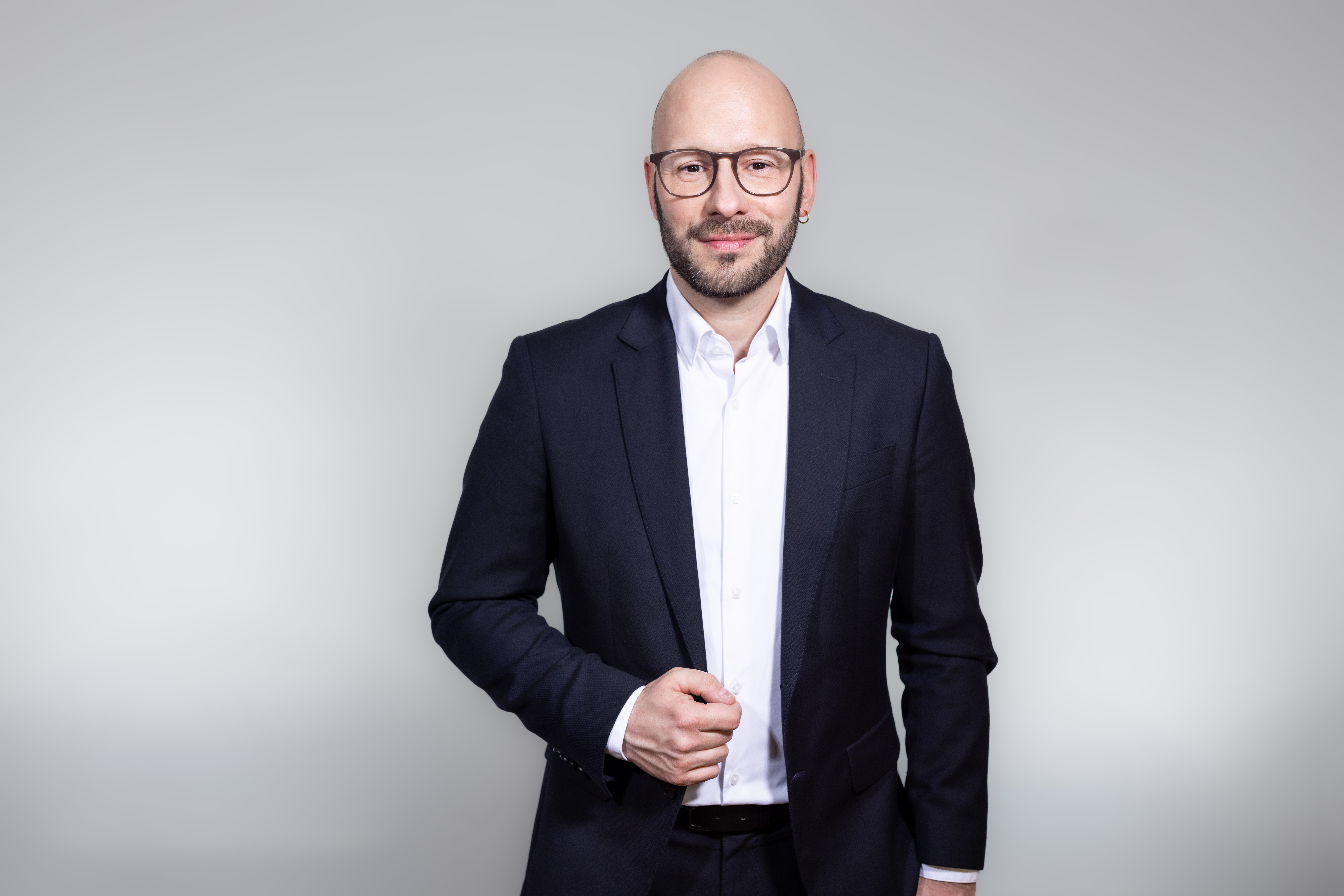
Sebastian Sack

Sebastian Sack (* 29. Dezember 1981 in Marburg) ist ein deutscher Politiker der SPD. Seit dem 18. Januar 2024 ist er Mitglied des Hessischen Landtags.

## Leben und Beruf
Sack besuchte die Stiftsschule St. Johann in Amöneburg, die er im Jahr 2001 mit dem Abitur abschloss. Danach studierte er Lehramt für Gymnasien an der Philipps-Universität Marburg mit den Fächern Geschichte und katholische Religion. Nach einem zweijährigen Referendariat am Studienseminar Marburg war er von 2009 bis zur Wahl in den Landtag als Lehrer an der Alfred-Wegener-Schule in Kirchhain tätig.

## Politik
Im Jahr 2013 trat Sebastian Sack in die SPD ein. Seit 2020 ist er Mitglied des Vorstands des SPD-Unterbezirks Marburg-Biedenkopf. Seit 2016 ist er Mitglied des Kreistags, seit 2021 auch der Stadtverordnetenversammlung in Neustadt (Hessen). Im Kreistag Marburg-Biedenkopf gehört er ebenfalls dem Fraktionsvorstand der SPD an und ist Vorsitzender des Ausschusses für Soziales, Familie, Jugend, Gesundheit und Sport. 
Bei der Landtagswahl 2023 kandidierte Sack erstmals für die Hessischen Landtagswahlen im Wahlkreis Marburg-Biedenkopf II. Nachdem Nancy Faeser im Dezember 2023 verkündet hatte, das Mandat für den Hessischen Landtag nicht annehmen zu wollen, rückte Sebastian Sack im Januar 2023 als nächster in der Landesliste nach. Seit dem 18. Januar 2024 ist er Abgeordneter des Hessischen Landtages. 
Seit 2024 ist Sack feuerwehrpolitischer Sprecher und stellvertretender bildungspolitischer Sprecher der SPD-Fraktion. Des Weiteren ist er stellvertretender Vorsitzender des Innenausschusses sowie Mitglied des Kultuspolitischen Ausschusses und des Petitionsausschusses. Sebastian Sack ist zudem Mitglied des Untersuchungsausschusses für Corona.

## Funktionen und Mitgliedschaften
Sebastian Sack ist darüber hinaus seit 1998 aktives Mitglied der Freiwilligen Feuerwehr. Trotz seiner Berufung als Abgeordneter in den Hessischen Landtag ist er dort weiterhin aktiv. Ebenso engagiert sich Sack im DRK Kreisverband Marburg als Mitglied des Präsidiums Seit 2016 ist er als Erste-Hilfe-Ausbilder sowie als stellvertretender Gruppenführer im Sanitätszug des Katastrophenschutzes tätig. Im Zuge dessen befand er sich 2021 als Sanitäter, sowie privat als Helfer im Ahrtal.
Sack ist zudem in der religiösen Gemeinschaftsarbeit tätig, beispielsweise als katholischer Vorsitzender der Gesellschaft für Christlich-Jüdische Zusammenarbeit. Des Weiteren ist er Mitglied im Imkerverein "Kirchhain und Umgebung" sowie in der Umweltgruppe Momberg.